# Principales entreprises agrochimiques
Cette liste répertorie les principales entreprises agrochimiques classées par chiffre d'affaires décroissant. Depuis 2013, la fusion entre Dupont et Dow AgroSciences (devenu Corteva), Bayer CropScience et Monsanto, UPL et Arysta Life Sciences, ou encore FMC et Cheminova a bouleversé le classement. Le chiffre d'affaires de Bayer CropScience est en 2019 de 11,703 milliards de $.

## Classement
| Rang | Entreprise                     | Pays       | Chiffre d'affaires 2021 (en milliards de $) | Chiffre d'affaires 2020 (en milliards de $) | variation 2020/2021 (%) |
| ---- | ------------------------------ | ---------- | ------------------------------------------- | ------------------------------------------- | ----------------------- |
| 1    | Syngenta                       | Suisse     | 13,301                                      | 11,208                                      | +18,7                   |
| 2    | Bayer CropScience              | Allemagne  | 11,436                                      | 9,986                                       | +14,5                   |
| 3    | BASF                           | Allemagne  | 7,713                                       | 7,036                                       | +9,6                    |
| 4    | Corteva                        | États-Unis | 7,253                                       | 6,451                                       | +12,4                   |
| 5    | United Phosphorus (UPL)        | Inde       | 5,556                                       | 4,662                                       | +19,0                   |
| 6    | FMC                            | États-Unis | 5,045                                       | 4,642                                       | +8,2                    |
| 7    | Adama                          | Chine      | 4,389                                       | 3,738                                       | +17,4                   |
| 8    | Sumitomo Chemical              | Japon      | 3,495                                       | 3,235                                       | +8,0                    |
| 9    | Nufarm                         | Australie  | 2,087                                       | 1,763                                       | +18,4                   |
| 10   | Jiangsu Yangnong               | Chine      | 1,815                                       | 1,413                                       | +28,5                   |
| 11   | Rainbow Chemical               | Chine      | 1,518                                       | 1,056                                       | +43,8                   |
| 12   | Wynca Chemical                 | Chine      | 1,184                                       | 0,881                                       | +34,4                   |
| 13   | Lianyungang Liben Crop Science | Chine      | 1,178                                       | 0,681                                       | +73,0                   |
| 14   | Hubei Xingfa Chemicals         | Chine      | 1,170                                       | 0,636                                       | +84,0                   |
| 15   | Huapont-Nutrichem              | Chine      | 1,135                                       | 0,896                                       | +26,7                   |
| 16   | Fuhua                          | Chine      | 1,003                                       | 0,443                                       | +126,4                  |
| 17   | Lier Chemical                  | Chine      | 0,930                                       | 0,668                                       | +39,2                   |
| 18   | Kumiai Chemical                | Japon      | 0,824                                       | 0,738                                       | +11,6                   |
| 19   | Hebang                         | Chine      | 0,813                                       | 0,435                                       | +89,9                   |
| 20   | Nanjing Red Sun                | Chine      | 0,724                                       | 0,577                                       | +25,5                   |